# هواوي جي بلاي ميني
هواوي جي بلاي ميني هو هاتف ذكي من إنتاج شركة هواوي الصينية, يعتبر نسخة مماثله لهاتف هواوي honor 4c, تم إطلاقه في الأسواق في شهر أفريل 2015.

## نظام التشغيل
يأتي هاتف هواوي جي بلاي ميني بنظام تشغيل أندرويد 4.4.2 كيت كات، و قد أطلقت الشركة فيما بعد نسخة 5.0  و 6.0 قابلة للتحميل.

## تحسين تجربة المستخدم
يأتي الهاتف مع خاصية تحسين تجربة المستخدم، التي تهدف لدراسة وتصحيح ثغرات النظام بناء على آراء المستخدم.